# Jazz (musikalbum)
Jazz är det sjunde studioalbumet av den brittiska rockgruppen Queen, utgivet 10 november 1978 i Storbritannien och 14 november i USA. Albumet spelades in mellan juli och oktober 1978 i Superbear Studios i Nice och i Mountain Studios i Montreux. Det var första gången gruppen spelade in utanför England. Albumet producerades av Queen tillsammans med Roy Thomas Baker. Det var det femte och sista albumet som Baker producerade åt gruppen.
I Storbritannien nådde albumet plats två på albumlistan, medan den i USA nådde plats sex på Billboard 200. Albumets första singel var en dubbel A-sida med låtarna Fat Bottomed Girls  och Bicycle Race. I Storbritannien nådde den som bäst plats elva på den singellistan. Nästa singel, Don't Stop Me Now, gavs ut 26 januari 1979 och nådde plats nio i Storbritannien.
Freddie Mercury var ledande låtskrivare på detta album med fem låtar. Brian May stod för fyra låtar, medan John Deacon och Roger Taylor skrev två låtar var. Albumomslaget var inspirerat av en målning som Taylor sett på Berlinmuren.
Albumet skiljer sig ännu mer från de tidigare albumen än föregångaren News of the World, då hela albumet har en "humoristisk" känsla med galna texter och teman. Albumet innehåller en enorm variation i stilar och genrer, och ingen låt på albumet är den andra lik.

## Låtlista
| 1. | Mustapha               | Mercury | 3:01 |
| 2. | Fat Bottomed Girls     | May     | 4:16 |
| 3. | Jealousy               | Mercury | 3:13 |
| 4. | Bicycle Race           | Mercury | 3:01 |
| 5. | If You Can't Beat Them | Deacon  | 4:15 |
| 6. | Let Me Entertain You   | Mercury | 3:01 |

| 1. | Dead on Time            | May     | 3:23 |
| 2. | In Only Seven Days      | Deacon  | 2:30 |
| 3. | Dreamer's Ball          | May     | 3:30 |
| 4. | Fun It                  | Taylor  | 3:29 |
| 5. | Leaving Home Ain't Easy | May     | 3:15 |
| 6. | Don't Stop Me Now       | Mercury | 3:29 |
| 7. | More of That Jazz       | Taylor  | 4:16 |

## Medverkande
- John Deacon - bas, akustisk gitarr
- Brian May - gitarr, sång
- Freddie Mercury - sång, piano
- Roger Taylor - trummor, slagverk, sång, bas, gitarr

## Listplaceringar
| Jazz                            | 8  | 2  | -  | -  | 6 | 6 | 6  |
| Fat Bottomed Girls Bicycle Race | 21 | 11 | 10 | 5  | 7 | - | 24 |
| Don't Stop Me Now               | -  | 9  | 10 | 16 | - | - | 86 |